# Palásthy Norbert
Palásthy Norbert (Vác, 1981. február 10. –) magyar labdarúgó, hátvéd.

## Pályafutása
Palásthy a Dunakanyar-Vác FC csapatában tűnt fel a 2005-2006-os szezonban az NB II-ben. A keleti csoportban gólkirály lett és számos gólpasszt is adott. A Vác megnyerte az NB II Nyugati csoportját, így feljutott az NB I-be. Néhány klub felfigyelt tehetségére. Az FC Fehérvár kötött volna vele szerződést, de a klubnál konfliktus alakult ki a vezetők között, így erre nem kerülhetett sor. A kínálkozó alkalmat kihasználta a Budapest Honvéd és a tehetséges csatár velük állapodott meg.
Palásthy Norbert a 2010-2011-es szezont kölcsönben a nevelő együttes, Vác csapatában kezdte meg.
2011 őszén Mezőkövesden futballozott, de 2012 januárjában szerződést bontott a csapattal.
2012 januárjában visszatért Vácra és másfél éves szerződést kötött a csapattal.